# Perućské jezero
Perućské jezero (chorvatsky Perućko jezero) je umělé jezero na řece Cetině v chorvatské Dalmácii. Jezero je dlouhé 20 km, hluboké až 64 m a zadržuje okolo 500 milionů m3 vody. Jeho plocha činí cca 15 km2, Nachází se v nadmořské výšce 360 m n. m. Je třetím největším podle velikosti na území Chorvatska.[zdroj?]
Jezero je nepravidelného tvaru, táhne se ve směru severozápad-jihovýchod. V severní i jižní části se rozšiřuje, naopak v centrální části se jeho šířka snižuje až na 230 m.
Jediným menším městem v blízkosti jezera je Vrlika. Na březích jezera se nachází několik vesnic (Dabar, Koljane, Garjak).

## Historie

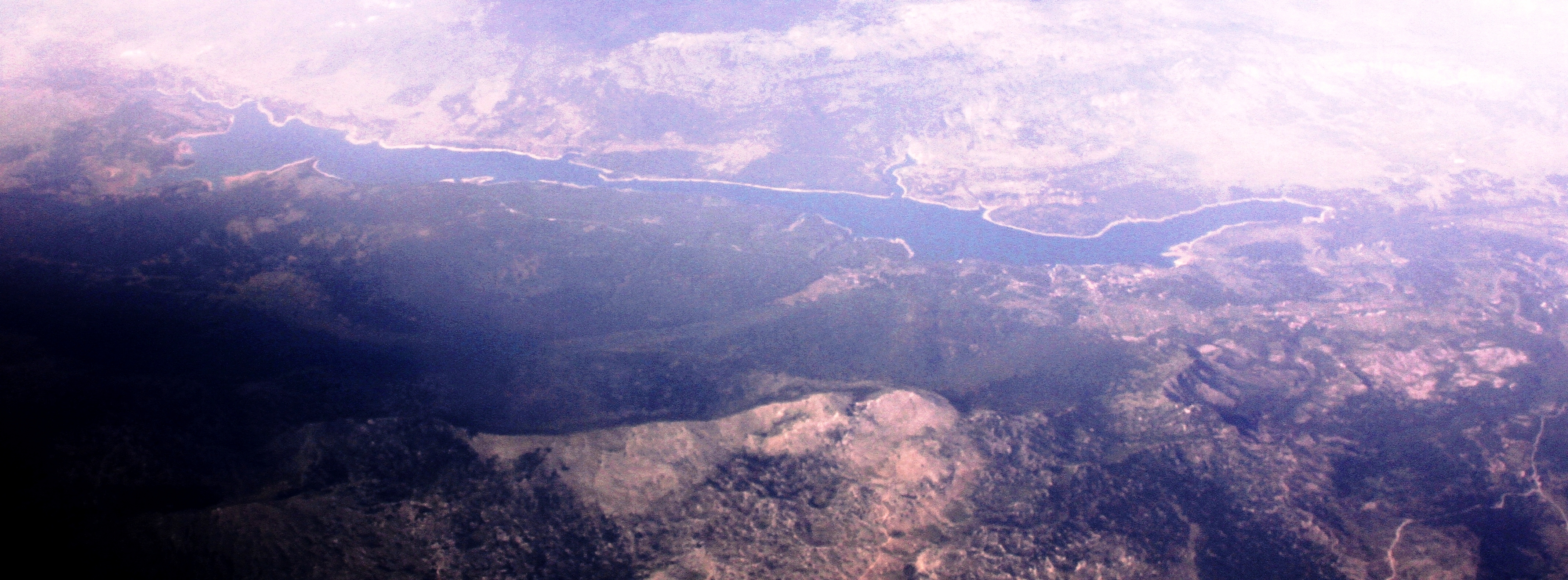
Letecký pohled.

Před výstavbou vodní elektrárny a zaplavením části širokého údolí byl tok řeky v této části částečně osídlen. Na dně dnešního jezera se nacházely lesy, louky, vinice a pole. Několik vesnic bylo před vybudováním přehrady vysídleno do obcí Svilaje, Dinare a Debelo brdo. Někteří další se odstěhovali do vzdálenějších míst od údolí řeky Cetiny. Ve vesnici Dragović byl zbořen původní pravoslavný klášter a přemístěn na vyšší místo. Jezero bylo prvním na území bývalé Jugoslávie, které vzniklo v krasové oblasti. Tato skutečnost si vyžádala vybetonování určité části dna v blízkosti samotné hráze tak, aby voda nepronikala do propustného vápence. Hráz, která dosahuje výšky 67 m a v horní části je 465 m dlouhá, byla považována za technologický úspěch SFRJ. Poprvé bylo jezero napuštěno v roce 1960. Následně byl snížen průtok v řece Cetině od přehrady dále a Dalmácie získala nový zdroj energie.

### Chorvatská válka za nezávislost
Během chorvatské války za nezávislost v letech 1991–1995 se jezero ocitlo na území Republiky Srbská krajina v jejím nejjižnějším cípu. Samotná přehrada se ocitla velmi blízko frontové linie. 
28. ledna 1993 byla po operaci Maslenica vážně poškozena - v 10:48 hodin síly srbsko-jugoslávské armády přehradu vyhodily do vzduchu v úmyslu ji zničit. Byla zaminována 30 tunami trhaviny. Nálože odpálili s úmyslem poškodit tisíce chorvatských civilistů po proudu. Exploze způsobila těžké škody, ale zbourat přehradu se nakonec nepodařilo. Chorvatským komunitám v údolí Cetiny (od Sinje po Omiš) přesto hrozilo velké nebezpečí zaplavení vodou z jezera Peruća. Důstojník UNPROFOR Mark Nicholas Gray (majora britské královské námořní pěchoty) zabránil katastrofě na přehradě, protože před výbuchem zvedl přepadový kanál a snížil hladinu vody v jezeře o čtyři metry. To zabránilo úplnému zhroucení přehrady a inženýři byli rychle schopni udržet její integritu. Následně zasáhly chorvatské síly a zabezpečily přehradu a okolní oblast. 29. ledna malý chorvatský armádní tým podporovaný inženýry dříve zaměstnanými v údržbě přehrady ověřil, že je možný přístup k hlavnímu výpustnému ventilu. Byl přístupný, ale uvízl kvůli dvouletému zanedbání, zatížený 700 tunami hydrostatického tlaku. Inženýři poté doplnili olej do hydraulických čerpadel a použili motor UNPROFOR k jejich opětovnému spuštění. To umožnilo, aby jezero konečně odtékalo do Cetiny rychlostí 187 m³/s.
V srpnu 1993 začala společnost HEP s opravou hráze. Práce na přehradě byly dokončeny nějaký čas po skončení války v květnu 1996.
V roce 2002 byl plukovník Gray vyznamenán MBE (i když ne za jeho činy v Perući). V roce 2011 chorvatský prezident Ivo Josipović vyznamenal čtyři chorvatské vojáky za statečnost v boji u Peruče. 27. ledna 2013, 20. výročí znovudobytí přehrady Peruća HV, byl Gray vyznamenán prezidentem Josipovićem Řádem vévody Domagoje.

## Využití
Během různých ročních období se mění stav vody v jezeru. Při nízké hladině se občas vynořují pozůstatky zničeného kláštera. V roce 2012 poprvé v dějinách hladina jezera zamrzla.
Jezero slouží v současné době především pro rekreaci. Je zde rozšířen rybolov. Na jeho hladině se konají často tréninky chorvatského veslařského týmu. Bylo zde budováno také veslařské centrum.